# 愛媛県信用漁業協同組合連合会
愛媛県信用漁業協同組合連合会（えひめけんしんようぎょぎょうきょうどうくみあいれんごうかい）は、愛媛県松山市に本店を置く、県内の漁業協同組合の信用事業を統括する県域漁協系金融機関であり、県内漁業協同組合を会員とする。通称は「JFマリンバンク愛媛県信漁連」。統一金融機関コードは9487。

## 店舗
- 本所 - 愛媛県松山市二番町4丁目6番地2
  - 北条店･中島三和店･中島三和怒和島店･下灘店･上灘店･伊予店･長浜店･三崎店･八幡浜店･八幡浜三瓶店･八幡浜瀬戸店･八幡浜町見店
- 今治支所→今治推進センター - 愛媛県今治市恵美須町1丁目4番地3
  - 川之江店･三島店･寒川店･大島店･壬生川店･河原津店･渦浦店･宮窪店･伯方店･魚島店･弓削店･関前店･大浜店
- 宇和島支所 - 愛媛県宇和島市築地町2丁目507番地
  - 明浜店･下灘店･北灘店･下波店･蒋淵店･戸島店･日振島店･三浦店･愛南店･愛南内海店･愛南御荘店･愛南南内海店･愛南西海店･愛南福浦店･久良店
- 県内では、他に、吉田町漁業協同組合が信用事業を実施している。

## 経営状況
- 貯金残高 - 824億円（平成23年度）[1]
- 貸出金残高 - 347億円（平成23年度）[1]
- 自己資本比率 - 23.41％（平成23年度）[2]